# Stemma di Carlo III del Regno di Sicilia
Studio araldico dello stemma del Regno di Sicilia, adottato da Carlo III (o V) Re di Sicilia dal 1734 al 1759. Per approfondire si veda anche punto dell'arme.
|  | Leggenda: Scudo 1. Castiglia 2. León 3. Aragona 4. Sicilia 5. Asburgo 6. Borgogna antica 7. Regno di Gerusalemme 8. Brabante 9. Granata 10. Borbone-Angiò moderno Collari Ordine del Toson d'oro |

## Fonte
- Scudo di Carlo III riprodotto sul portone ligneo della cattedrale di Catania, risalente al 1736.